# The Replacements
The Replacements byla americká punkrocková hudební skupina, založená v roce 1979 v Minneapolisu ve státě Minnesota. Původní sestavu skupiny, jejíž původní název byl The Impediments, tvořili zpěvák a kytarista Paul Westerberg, kytarista Bob Stinson, baskytarista Tommy Stinson a bubeník Chris Mars. V této sestavě skupina vystupovala do roku 1986, kdy odešel Bob Stinson (nahradil jej Slim Dunlap). Roku 1990 ze skupiny odešel i Mars, kterého nahradil Steve Foley. Skupina následně ještě krátce vystupovala, ale roku 1991 se rozpadla.
V roce 2006 byla u příležitosti vydání kompilačního alba Don't You Know Who I Think I Was?: The Best of The Replacements obnovena v sestavě Westerberg, Mars (pouze zpíval), Tommy Stinson a nový bubeník Josh Freese. Nahráli spolu dvě nové písně. Další obnovení přišlo v roce 2013; tentokrát ve skupině z původní sestavy zůstali pouze Westerberg a Tommy Stinson, které doplnili doprovodní hudebníci, kytarista Dave Minehan a bubeník Josh Freese. V roce 2014 byl nemocný Westerberg pro jeden koncert nahrazen Billiem Joe Armstrongem ze skupiny Green Day.

## Diskografie

### Studiová alba
- Sorry Ma, Forgot to Take Out the Trash (1981)
- Hootenanny (1983)
- Let It Be (1984)
- Tim (1985)
- Pleased to Meet Me (1987)
- Don't Tell a Soul (1989)
- All Shook Down (1990)